# الانتقام (مسلسل)
الانتقام (بالإنجليزية: Revenge) هو مسلسل أمريكي من بطولة مادلين ستو وإيملي فانكامب من إنتاج شركة ABC عرض لأول مرة في 21 سبتمبر 2011 ويعتبر مسلسل الانتقام أعلى مسلسل تلفزيوني من إنتاج شركة ABC تصنيفا منذ مسلسل Lost 

## قصة المسلسل
تدور أحداث المسلسل في أحد مجتمعات الطبقة العليا ببلدة هامبتون (بالإنجليزية: The Hamptons) الأمريكية ويركز المسلسل على إيميلي ثورن (بالإنجليزية: Emily Thorne) (الممثلة:إيملي فانكامب) الوافدة الجديدة لبلدة هامبتون (بالإنجليزية: The Hamptons) التي استأجرت المنزل المجاور لعائلة غرايسون (بالإنجليزية: the Grayson family)، للإستمتاع بالصيف. ثم يتبين أن إيميلي قد أتت من قبل لبلدة هامبتون وأن اسمها الحقيقي هو أماندا كلارك (بالإنجليزية: Amanda Clarke) وهي ابنة متهم بتفجير طائرة قد حكم عليه بالسجن المؤبد الجريمة التي لم يرتكبها وقد قتل في وقت لاحق بالسجن.
وقد أعربت إميلي عن سجن والدها أنهم أبعدوها عن والدها للأبد وأنهم أدانوا والدها لجريمة لم يرتكبها عندما كانت صغيرة، لذا فقد عادت (إميلي) لبلدة هامبتون عازمة على الثأر والانتقام لوالدها الذي دفع ثمن جريمة شنعاء لم يرتكبها.
فهي تريد أن تنتقم من كل شخص كان له دور في تدمير طفولتها، وكل أسرة أو شخصية عملت مع عائلة غرايسون لإدانة والدها ظلما.
وعلى رأس القائمة التي وضعتها إيميلي للانتقام، فيكتوريا غرايسون (بالإنجليزية: Victoria Grayson) (الممثلة:مادلين ستو) الأم الحاكمة لأسرة غرايسون وهي إمراة أحبها والدها لكن في نهاية المطاف خانته وغدرت به.

## شخصيات المسلسل
- إيملي فانكامب في دور إيميلي ثورن[الإنجليزية] / أماندا كلارك
- مادلين ستو في دور فيكتوريا غرايسون[الإنجليزية]
- غابرييل مان في دور نولان (ميتشل) روس
- هنري تشيرني في دور كونراد غرايسون[الإنجليزية]
- أشلي ماديكوي في دور اشلي دافنبورت
- نيك كسلر في دور جاك بورتر
- جوشوا بومان في دور دانيال غرايسون
- باري سلوان في دور ايدن ماتيس
- كريستا ب ألين بدورشارلوت غرايسون[الإنجليزية] / شارلوت كلارك
- كونور باولو بدور ديكلان بورتر
- جايسون بريستلي (الموسم الثالث)

## الإستقبال ونسبة المشاهدة
- حصل مسلسل الانتقام على ملاحظات إيجابية برصيد 8.3⁄10 استنادا إلى 49794 من مستخدمي موقع IMDB [2]
- حصل مسلسل الانتقام على رصيد 66⁄100 في تصنيف Metacritic في أمريكا، و قد حصل أيضا على رصيد 8.2/10 من مستخدمي Metacritic [3]
- حصل مسلسل الانتقام على إشادة من دوروثي رابينوفيتش من صحيفة وول ستريت جورنال[4] ،وكذلك ستانلي اليساندرا نيابة عن صحيفة نيويورك تايمز [5]

### تقييم المسلسل
سجلت الحلقة التجريبية من المسلسل على رصيد 9/3.3 تصنيف نيلسن (بالإنجليزية: Nielsen ratings) في فئة أعمار 18-49 من مشاهدي المسلسل، وقد بلغت نسبة مشاهدة الحلقة التجريبية 10.02 مليون مشاهد، و قد فاز المسلسل في ساعة العرض ضد مسلسل ِCSI:التحقيق في موقع الجريمة ومسلسل القانون والنظام: الوحدة الخاصة للضحايا بنسبة إلى عدد مشاهدي المسلسل 

ويعتبر مسلسل الانتقام أعلى مسلسل تلفزيوني من إنتاج شركة ABC تصنيفا في وقت العرض منذ مسلسل Lost خلال موسم(2006-2007).

### جدول نسبة المشاهدة
عدد مشاهدي المسلسل لكل موسم:
| الموسم | ساعة العرض (منطقة زمنية شرقية) | عدد الحلقات. | بداية المسلسل   | بداية المسلسل                      | خاتمة المسلسل | خاتمة المسلسل                       | موسم العرض | الترتيب | عدد المشاهدين (بالمليون) |
| الموسم | ساعة العرض (منطقة زمنية شرقية) | عدد الحلقات. | التاريخ         | الحلقة الأولى المشاهدين (بالمليون) | Date          | الحلقة الأخيرة المشاهدين (بالمليون) | موسم العرض | الترتيب | عدد المشاهدين (بالمليون) |
| ------ | ------------------------------ | ------------ | --------------- | ---------------------------------- | ------------- | ----------------------------------- | ---------- | ------- | ------------------------ |
| 1      | الأربعاء 10:00PM               | 22           | 21 سبتمبر, 2011 | 10.02                              | 23 ماي, 2012  | 7.85                                | 2011–12    | #56     | 8.72                     |
| 2      | الأحد 9:00PM                   | 22           | 30 سبتمبر, 2012 | 9.74                               | 12 ماي, 2013  | 6.12                                | 2012–13    | #43     | 8.87                     |
| 3      | الأحد 9:00PM                   | 24           | سبتمبر 2013     | 8.11                               | 2014          | لم يعرض                             | 2013–14    | لا يوجد | لا يوجد                  |

## وصلات خارجية
- الانتقام على موقع IMDb (الإنجليزية)
- الانتقام على موقع ميتاكريتيك (الإنجليزية)
- الانتقام على موقع روتن توميتوز (الإنجليزية)
- الانتقام على موقع كينوبويسك (الروسية)
- الانتقام على موقع ألو سيني (الفرنسية)
- الانتقام على موقع قاعدة بيانات الفيلم (الإنجليزية)